# Orthodoxe Rabbinerkonferenz
Die Orthodoxe Rabbinerkonferenz Deutschland (ORD) ist ein Zusammenschluss orthodoxer Rabbiner, ursprünglich gegründet innerhalb der Deutschen Rabbinerkonferenz, mit Sitz in Köln.

## Gründung und Ziele
Die ORD wurde am 27. April 2003 (= 25. Nissan 5763) von elf Rabbinern in Frankfurt am Main gegründet. Ihr Ziel ist es, den Erhalt und die Weiterentwicklung jüdischer Tradition und Halacha in Deutschland zu gewährleisten. Insbesondere soll den zugewanderten Juden aus den ehemaligen GUS-Staaten eine besondere Aufmerksamkeit gewidmet werden. Darüber hinaus versteht sich die ORD als Kontaktstelle zu weiteren internationalen Rabbinerkonferenzen und nimmt national wie international am interreligiösen Dialog, insbesondere mit Christentum und Islam, teil.

## Struktur
Die ORD ist ein eigenständiges Organ innerhalb des Zentralrats der Juden in Deutschland. Sie wählt aus ihrer Mitte einen Vorstand und einen Beirat, die die Tagesgeschäfte leiten. Ihre verschiedenen Kommissionen sind für spezifische Aufgabenbereiche zuständig. Innerhalb der ORD wurden mehrere Kommissionen sowie ein Beth Din („Haus des Gerichtes“, hebräisch: Gerichtshof) ins Leben gerufen.

### Vorstand und Mitglieder
Den Vorsitz des dreiköpfigen Vorstandes führte bis November 2012 Rabbiner Yitshak Ehrenberg, dann wurden die Rabbiner Avichai Apel (damals Dortmund, seit 2016 Frankfurt am Main), Zsolt Balla (Leipzig) und Aharon Ran Vernikovsky (damals Düsseldorf, zwischenzeitlich München, Mainz und wieder Düsseldorf, nun wieder Mainz) als gleichberechtigte Vorstände gewählt. Vernikovsky ist seit 2013 nicht mehr Mitglied des Vorstandes. Im Juni 2014 wurde Rabbiner Jehuda Puschkin (Esslingen) für den ausgeschiedenen Vernikovsky in den Vorstand gewählt. 2016 wurden die Vorstandsmitglieder im Amt bestätigt. Dem Vorstand steht ein inzwischen vierköpfiger Beirat zur Seite. Ihm gehören Yaakov Ebert (Würzburg), Shimon Großberg (Hanau),  Avraham Radbil (Osnabrück) sowie Julien Chaim Soussan (Frankfurt am Main) an.
Die ORD führt eine Mitgliederliste.

### Dachverband
Zusammen mit der Allgemeinen Rabbinerkonferenz Deutschland (ARK), in der neben männlichen auch weibliche Reformrabbiner des konservativen und liberalen Judentums vertreten sind, wurde 2004 die Deutsche Rabbinerkonferenz mit Sitz beim Zentralrat der Juden in Deutschland gegründet. Die ORD hatte im November 2016 53 Mitglieder, die ARK hat 29 Mitglieder (Stand: 9. November 2018). Die Rabbiner von Chabad in Deutschland unterhalten eine eigene Rabbinerkonferenz, den Deutschen Rabbinerrat, und gehören nicht der ORD an, können aber als Gäste an ihren Tagungen teilnehmen. Seit 2011 besteht das ständige Chabad Beth Din „Machsikei Hadat“ in Berlin.

### Beth Din
In Zusammenarbeit mit dem israelischen Oberrabbinat wurde in Deutschland im Jahr 2004 ein zentraler Beit Din gegründet. Er besteht aus drei Dajanim, wobei zwei der drei Dajanim jeweils vom Oberrabbinat in Israel gestellt werden und der dritte Dajan Mitglied der ORD ist.
Die Aufgaben des Beth Din sind vielfältig, wobei einer der Schwerpunkte heute in der Durchführung von Gittin, jüdischen Scheidungen, liegt, da in den vergangenen Jahren in Deutschland keine religiösen Scheidungen durchgeführt werden konnten mit schwerwiegenden Folgen insbesondere für die davon betroffenen Frauen („Agunot“).
Weiter ist der Beth Din zuständig für Übertritte (Gijurim), jüdische Rechtsfälle (Dinei Tora) und Klärung des jüdischen Status (Berurej Jahadut).
Bisher (Dezember 2010) wurden ca. 200 Fälle behandelt, 35 Gittin und 60 Gijurim durchgeführt.

### Kommission für Kaschrut und Mikwaot
Seit Gründung der ORD hat die Kaschrut-Kommission durch ihre Tätigkeit den Einkauf von Lebensmitteln für Menschen, die sich an die Kaschrutgesetze halten, um ein Vielfaches vereinfacht.
Unter der Federführung von Rabbiner Tuvia Hod-Hochwald wurde der Madrich Kaschrut geschaffen, der darlegt, welche in Deutschland erhältlichen Lebensmittel koscher sind. Insbesondere sind nicht nur Produkte und ihre Hersteller aufgelistet, sondern auch mögliche Bezugsquellen. Die Kaschrut-Kommission plant außerdem Gespräche mit Herstellern, um eine einheitliche Kennzeichnung von Lebensmitteln herbeizuführen.
Eine weitere Aufgabe der Kommission ist die Überwachung von neu zu bauenden bzw. umzubauenden Mikwaot. Hierbei bedient sich die Kommission bei ihren Besuchen in den jeweiligen Gemeinden der Unterstützung von Rabbiner Posen (London), der ein Experte auf diesem Gebiet ist.

### Kommission für Britot
Durch die Zuwanderung von jüdischen Menschen aus den GUS-Staaten stellt sich die Problematik, dass viele jüdische Männer nicht beschnitten worden sind. Da diese Problematik nicht nur eine religiöse, sondern auch eine sehr persönliche Angelegenheit ist, versucht die Kommission durch Referenten in den jüdischen Gemeinden mit diesem Thema präsent zu sein. Entsprechende Vorträge überzeugten bisher eine größere Anzahl von Juden, die Mitzwa der Brit Mila nachzuholen.